# Brumptomyia devenanzii
Brumptomyia devenanzii är en tvåvingeart som först beskrevs av Ortíz I., Scorza J. V. 1963.  Brumptomyia devenanzii ingår i släktet Brumptomyia och familjen fjärilsmyggor.
Artens utbredningsområde är Venezuela. Inga underarter finns listade i Catalogue of Life.